# 명의특강 건강하십니까
《명의특강 건강하십니까》는 1997년 5월 24일부터 1997년 10월 18일까지 방영되었던 SBS 시사교양 프로그램이다. 기획 의도는 건강 및 암진단 프로그램이다.

## 기획의도
건강 및 병과 암프로그램